# Tapinocyba dietrichi
Tapinocyba dietrichi is een spinnensoort in de taxonomische indeling van de hangmatspinnen (Linyphiidae).
Het dier behoort tot het geslacht Tapinocyba. De wetenschappelijke naam van de soort werd voor het eerst geldig gepubliceerd in 1933 door Crosby & Bishop.